# Мареббе
Мареббе (італ. Marebbe) — муніципалітет в Італії, у регіоні Трентіно-Альто-Адідже,  провінція Больцано.
Мареббе розташоване на відстані близько 540 км на північ від Рима, 95 км на північний схід від Тренто, 50 км на північний схід від Больцано.

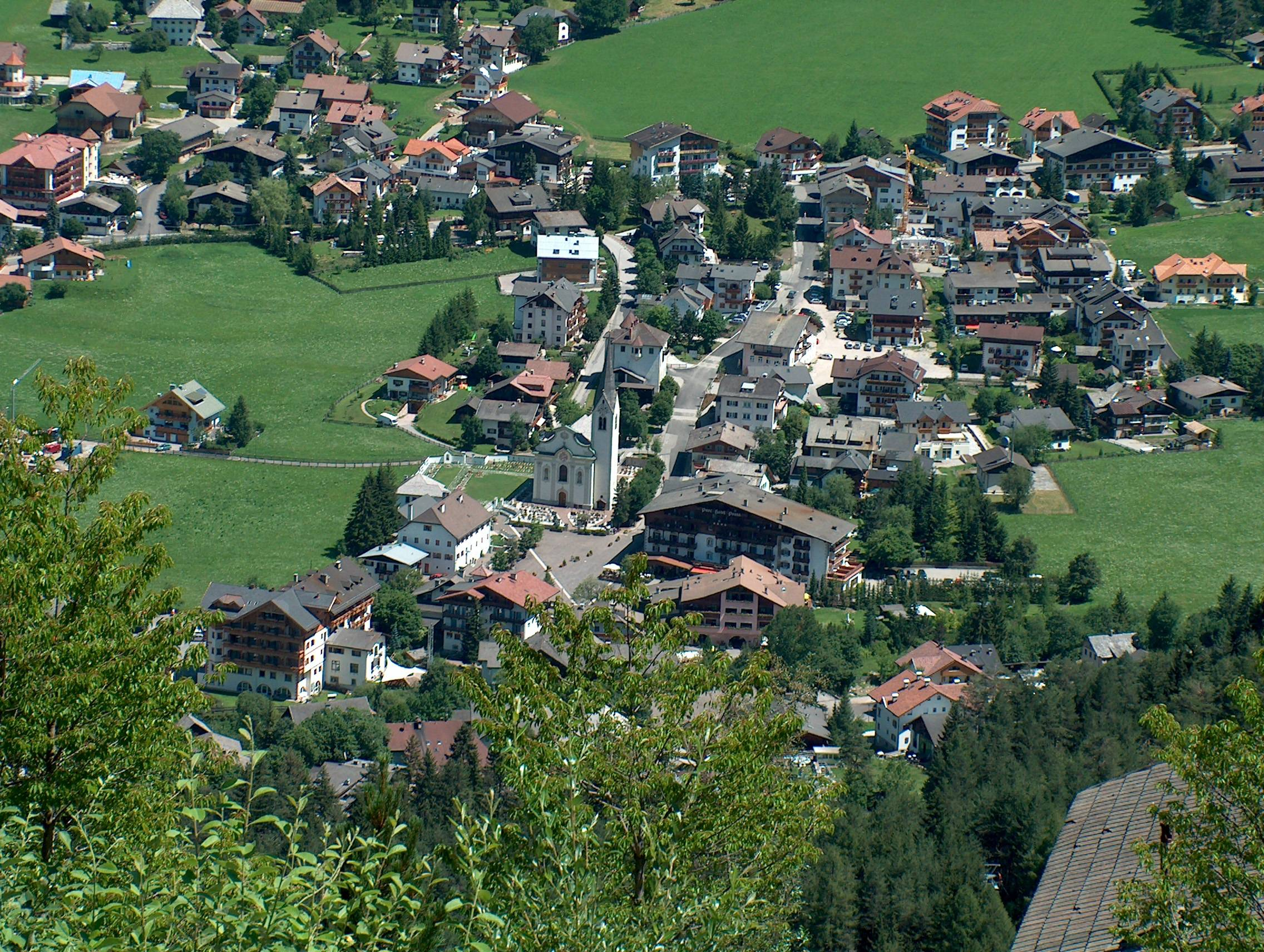

Населення — 2963 особи (2014).

## Демографія
Населення за роками:

Станом на 1 січня 2023 року в муніципалітеті офіційно проживало 239 іноземців з 31 країни, серед них 128 громадян країн Євросоюзу та 8 громадян України.

## Сусідні муніципалітети
- Бадія
- Браєс
- Бруніко
- Кортіна-д'Ампеццо
- Ла-Валле
- Лузон
- Сан-Лоренцо-ді-Себато
- Сан-Мартіно-ін-Бадія
- Вальдаора